# Герб Галісії
Герб Галісії — одим із символів іспанської автономної громади Галісія. Це описано в Законі 5/1984 від 29 травня, Закон про символи Галісії, який регулює його використання.

## Геральдика
Опис: на блакитному полі золота чаша, над якою срібний гостія, і супроводжується сімома хрестами, з того ж металу, по три зі сторін та один у главі.
Щит покритий золотою королівською короною із червоною шапочкою, дорогоцінним камінням, складена з восьми розеток-акантусів, п'ять з яких видимих, із перлами. Із кожного його листя виходять п'ять дуг, що прикрашені з перлів, що сходяться під синьою державою, із золотими напівмерідіаном, екватором та хрестом.
Причина того, що щит містить сім хрестів, відповідає попередньому провінційному поділу територій Галісійського королівства. Сім провінцій були такі: Сантьяго, Бетанзос, Мондонедо, Туй, Луго, Оренсе та Ла-Корунья (останні три однойменних, як і нинішні, хоча не з однаковими межами). З цих семи Мондонедо зараз знаходиться в провінції Луго; Туй у межах провінції Понтеведра; Сантьяго, нинішня столиця Галісії, та місто Бетансос (яке було визначене політично як анклав, диференційований від решти) є частиною нинішньої провінції Ла-Корунья. Кожна давня територія мала хрест. Святий грааль у центрі представляє винятковиф привілей Собору Луго публічно показувати Господаря чи тіло Христа. Потрібно враховувати, що перші зображення містили змінну кількість хрестів, які з часом фіксувались на сім.
Після нового територіального поділу Іспанії у 1833 р . галісійські провінції змінили свою кількість та межі, залишивши нинішні чотири.

## Історія
Історики Фаустіно Менендес Підаль де Наваскуес і Хуан Хосе Санчес Бадіола знайшли герб, вперше задокументований у двох гербовниках кінця ХІІІ ст., так званому рулоні Сегара та гербовнику Еро Вермандоа, які описують герб Галісійського королівства, який до того часу вже не існувало як окрема держава. Перший зазначає за ним три відкриті чаші, другий — лише одну криту.
Оскільки в середні віки, чаша вважалася промовистим символом: Калис = Galice, про що писало багато європейських авторів від XVI до XVIII ст. Цьому вторить галісійський романтик Мануель Мерго. Таке тлумачення також цитується іншими пізнішими гербовниками, такими як Armorial Gymnich Фландрії (1445 р.), і, перш за все, Armorial Bergshanmar, збірник близько трьох тисяч трьохсот гербів, що належали державам та сім'ям майже з усієї Європи, зроблений 1436 року. Над гербом написано слово Galiscién (Галісія).
Також з XV ст. зустрічаються найдавніші зображення герба Галісії, що збереглися в галісійській цивільній архітектурі (лікарня Реал де Сантьяго, Рада Бетансоса, стіни Ла-Корунья, орган собору Луго, вежа церкви Ноя, резиденція Москози в Лаксе). Починаючи з XVІ ст., хрестики навколо чаші додавались як орнаментальний мотив.
Жозеф де Авілес у своїй «Героїчній науці» визначив герб Галісії так: «Королівство Галісії в Іспанії має щит блакитного кольору, що усипаний срібними хрестами і містить золоту чашу».

### Перші зображення (XIII—XIVст.)
Найдавнішим відомим документом, що представляє герб Галісійського королівства, є англійський гербовник Segar's Roll, виготовлений близько 1282 р. У ньому поряд з іншими гербами європейських монархій, згадується «король Галісійський» і де відображається геральдичне зображення трьох чаш.

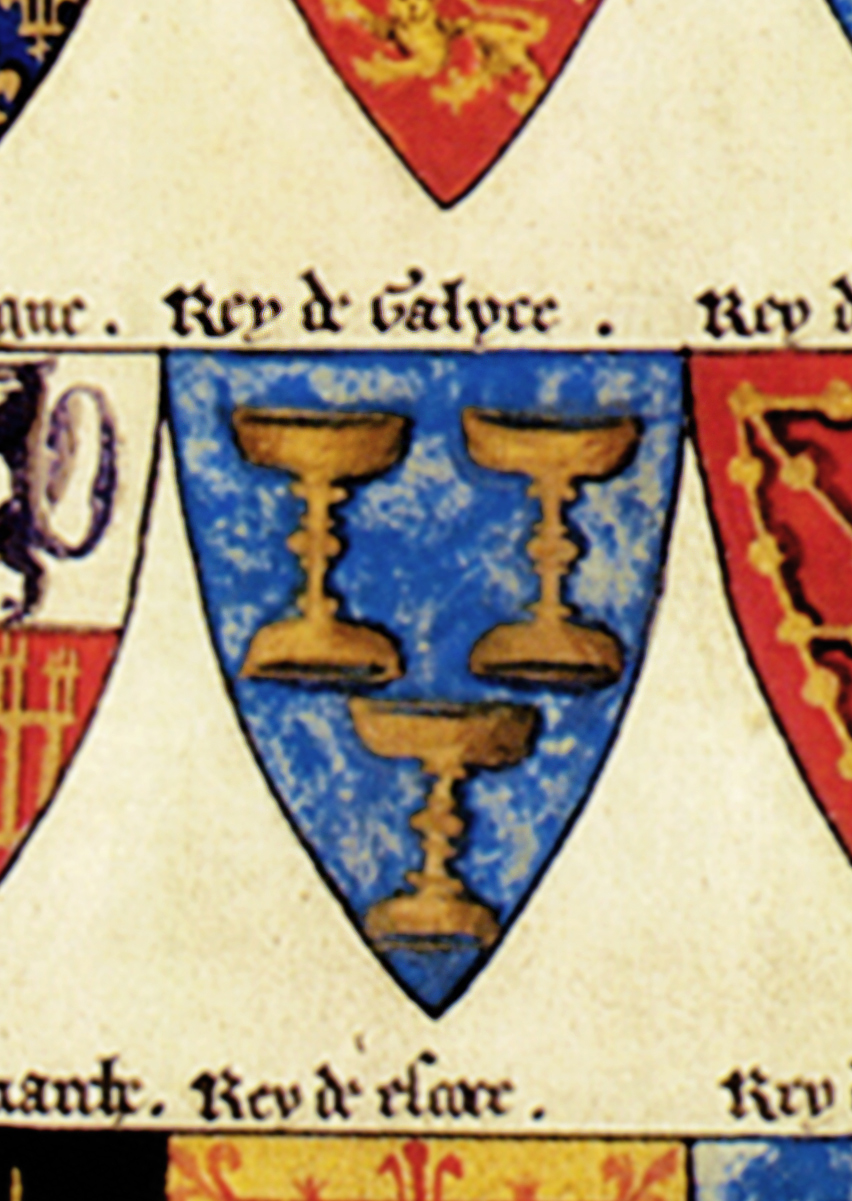
Герб, приписаний до короля «Galyce» ХІІІ ст. з англійського гербовника, вивчений Фаустіно Менендесом Підаем.[1] Цей герб, з модифікаціями, врешті-решт буде прийнята в самій Галісії
Реконструкція раннього герба Галісії
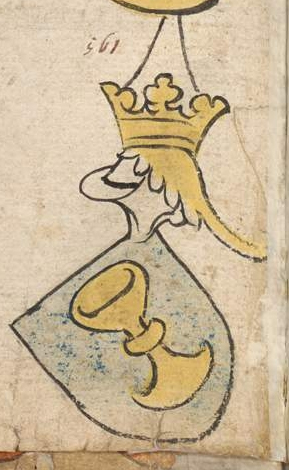
Герб королівства Галісії в Armorial Redinghoven (1440)
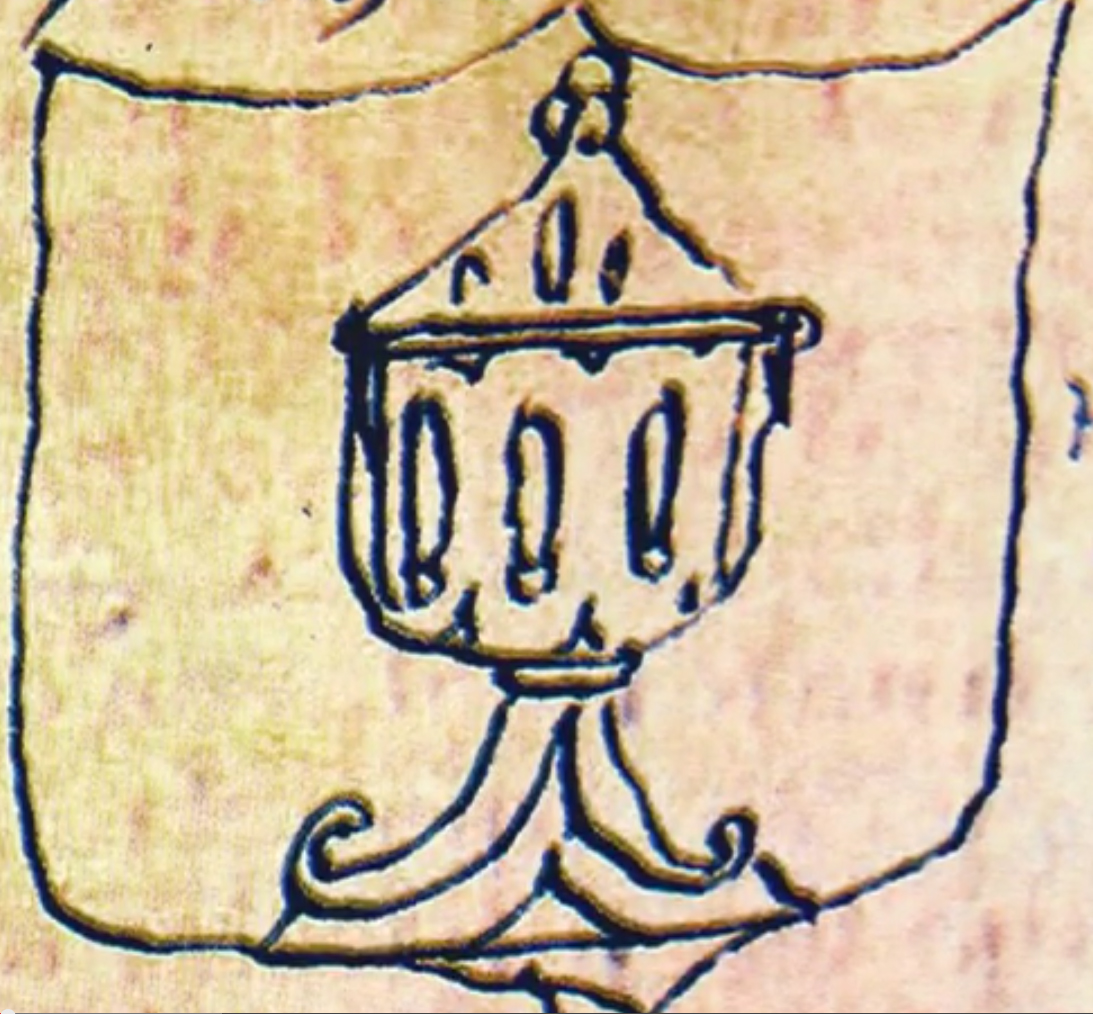
Герб королівства Галісії в Гербовнику Дієго Ернандеса де Мендоса (1497)
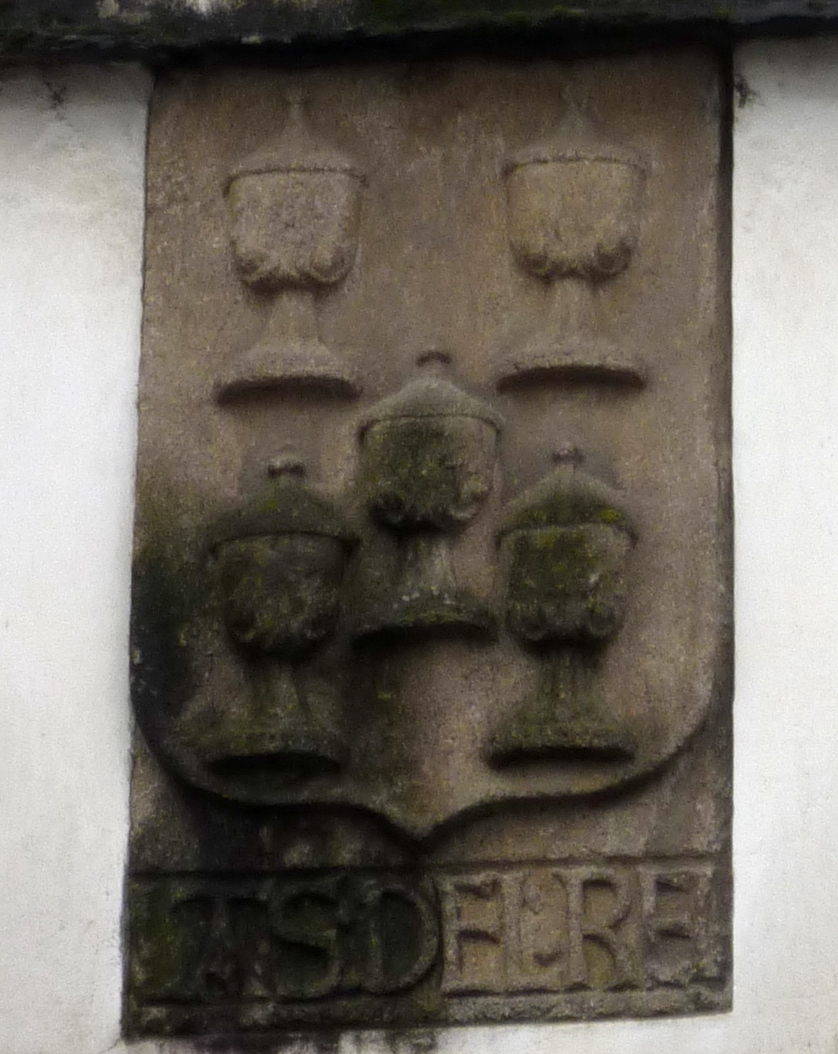
Герб королівства Галісії на середньовічних воротах Бетансоса (XV ст.)
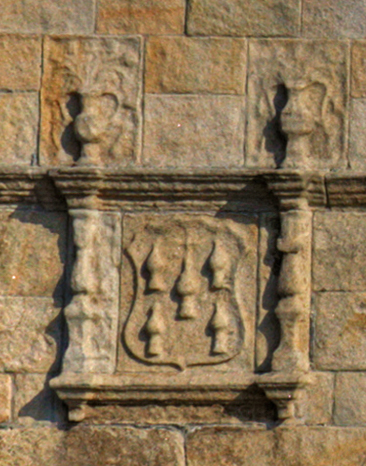
Герб королівства Галісії з монументальних дверей Віверо

### Ренесансні версії (XV—XVIст.)
У готичній Європі геральдичні зображення Галісійського королівства поширювалося через численні гербовники і мали різний вигляд. В епоху Відродження (XV ст.) герб королівства набув певної однорідності. Перші зображення герба на території власне Галісії також датуються цим століттям, коли кількість потирів на гербі сягала п'яти, як це було на воротах середньовічного міста Бетанзос. Ця виняткова кількість чаш була також представлена на ренесансних дверях містечка Вівеїро, збудованих за наказом імператора Карла V у 1548 році.
Однак з кінця XV ст. кількість келихів почала уніфіковуватися в єдиний, зберігаючи синій фон і золотий колір у чаші, як це було представлено з ХІІІ ст.

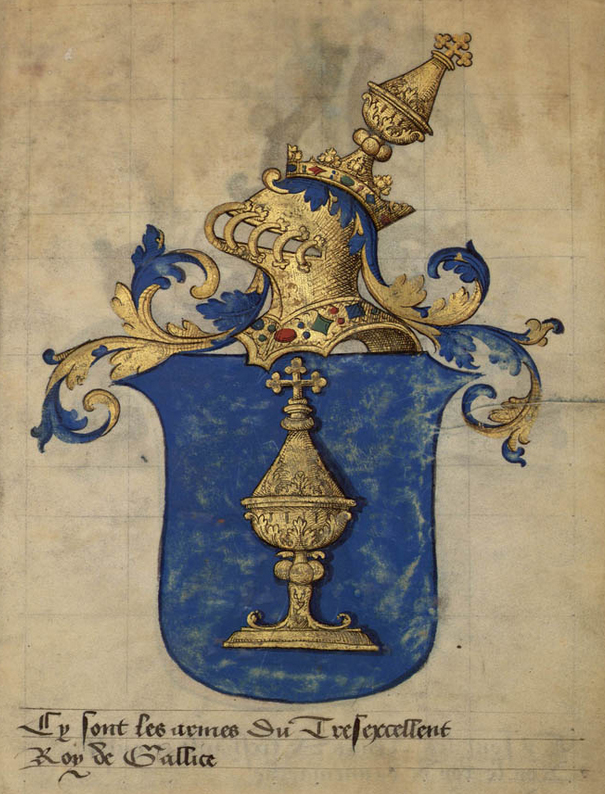
Герб королівства Галісії в Armorial de Nicolas de Lutzelbourg (1485?-1547)
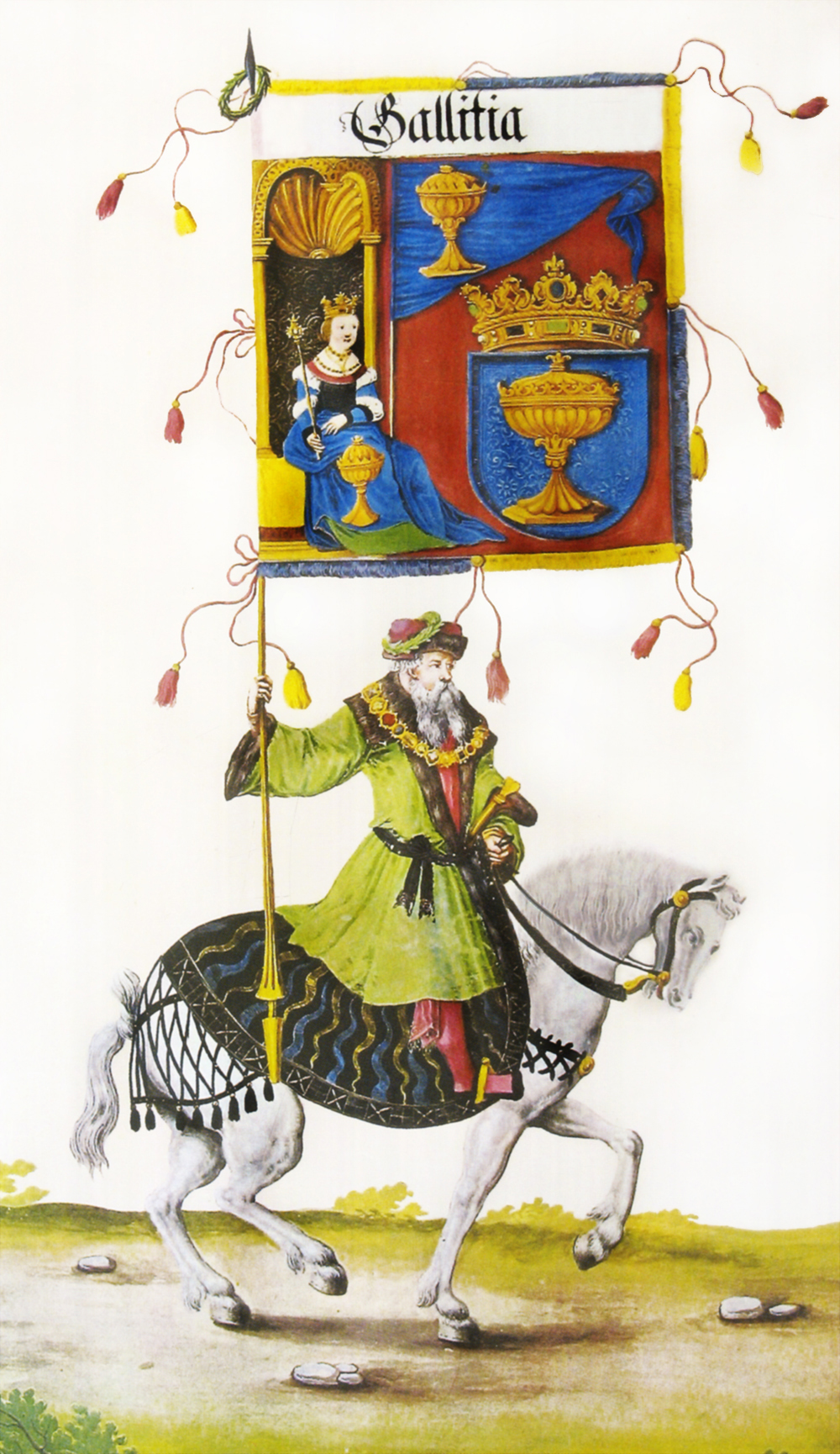
Герб королівства Галісії у Gran Carro Triunfal de Maximiliano I, виготовленій Дюрером1515 року
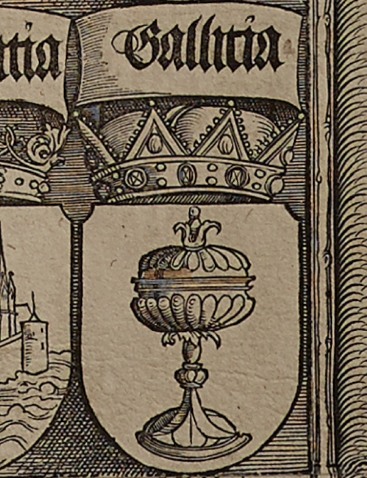
Герб королівства Галісії в Arco Triunfal de Maximiliano I, виготовлені Дюрером 1515 року
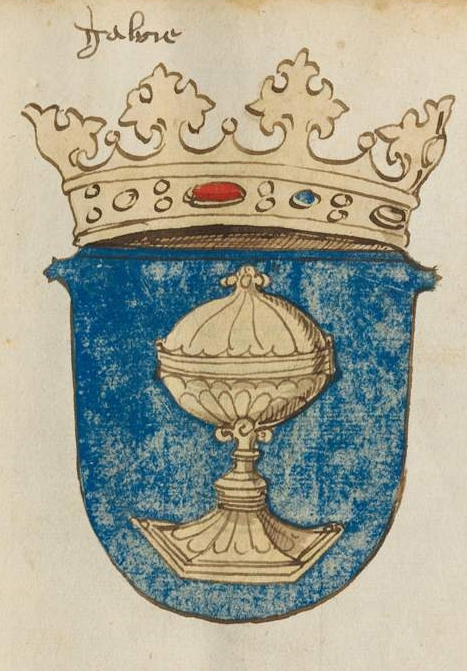
Герб королівства Галісії в Anton Tirol's Wappenbuch (1540)
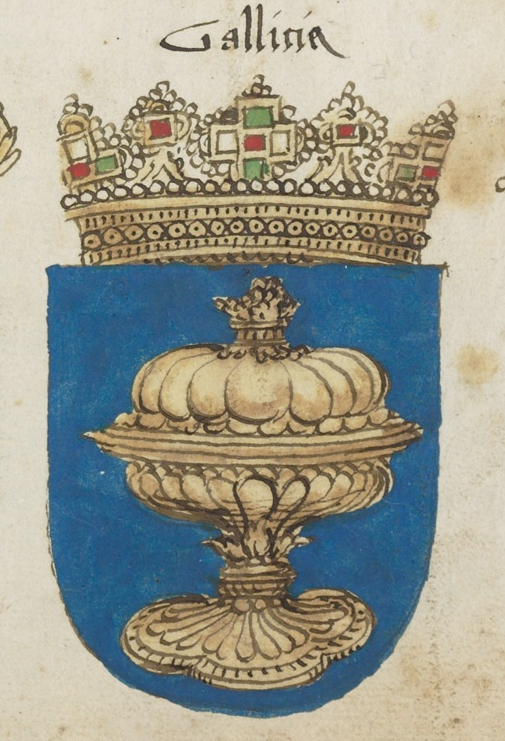
Герб Галісії в гербовнику Арльберга в Брюдершафті (1548)
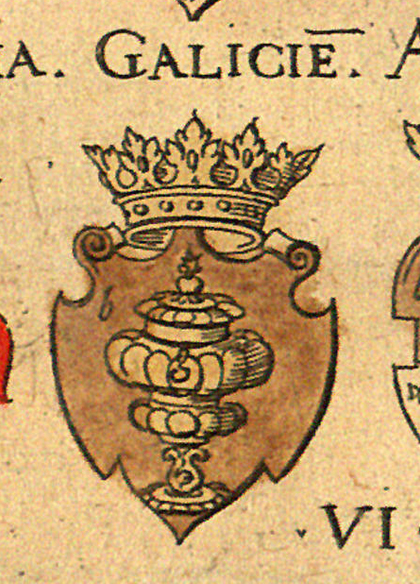
Герб королівства Галісія у Virgil Solis Wappenbuchlein (1551)
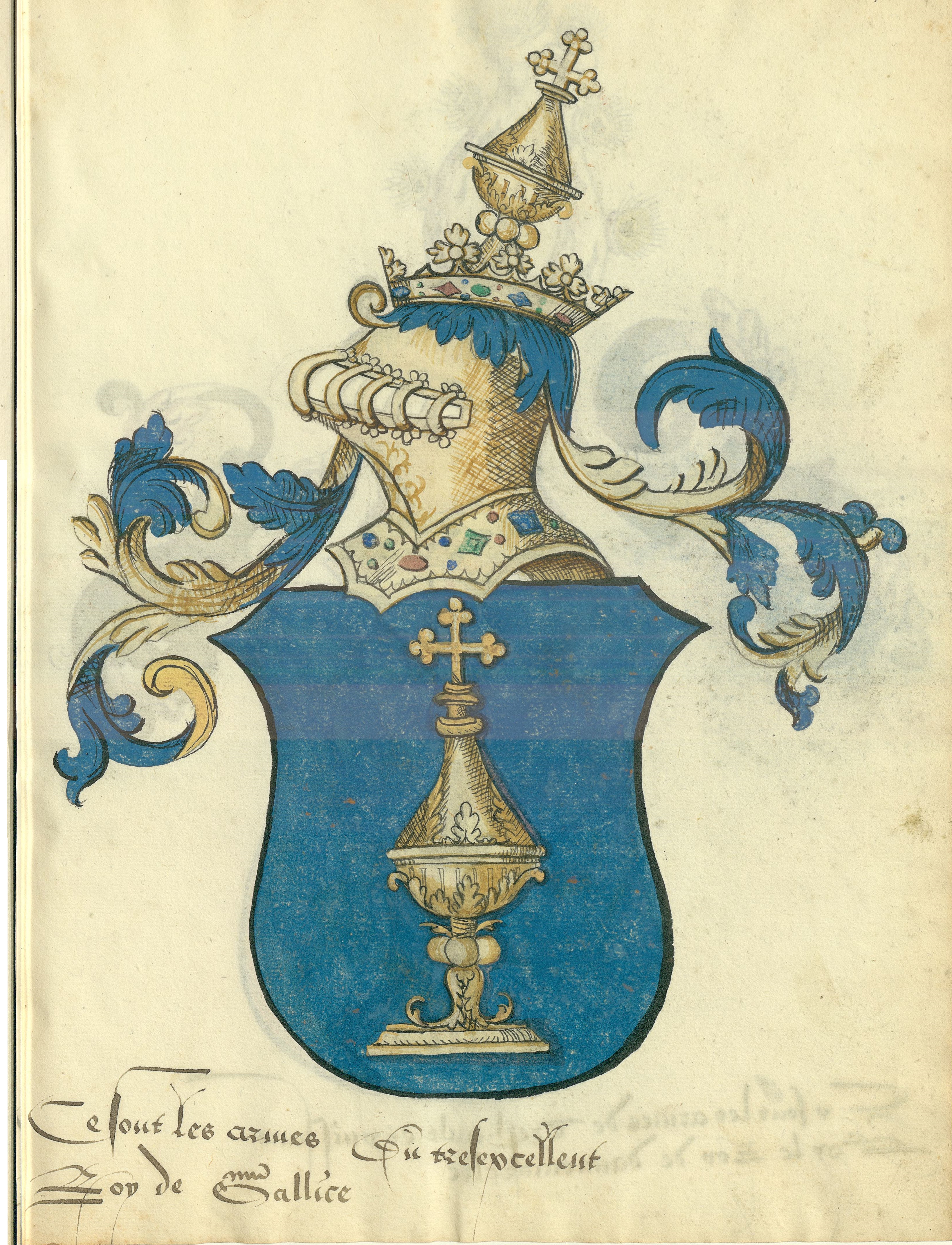
Герб Королівства Галісії в Armorial Universel (1601-1700)
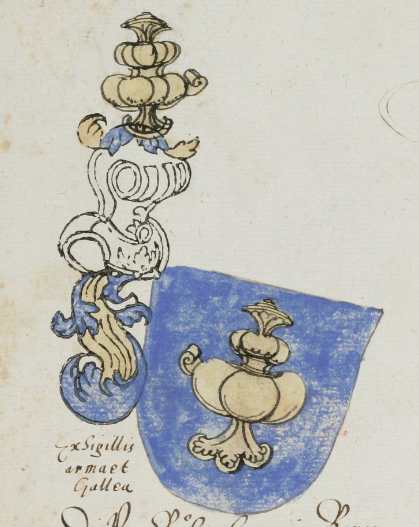
Герб Королівства Галісії в Armorial de Sankt Gallen (XVI ст.)
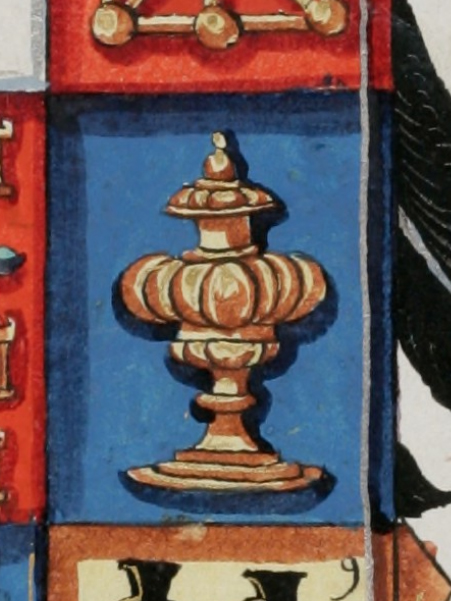
Герб Галісії в Гербовнику Ганса Ульріха (1627)
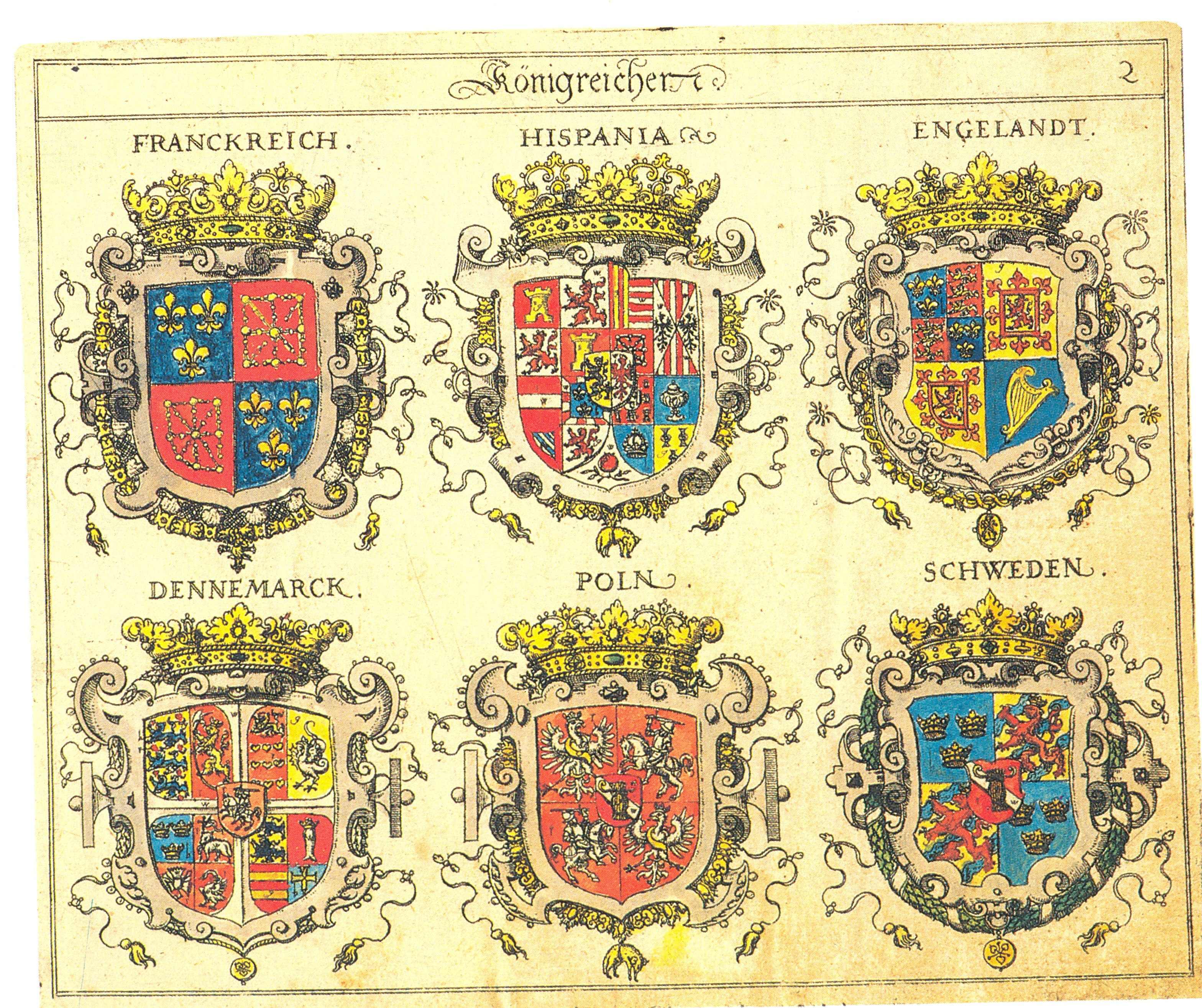
Герби європейських королівств з гербовником Йогана Зібмахера (1605 р.)[2] Герб Королівства Галісії, золота чаша на блакитному тлі, зображений на гербі короля Іспанії

### Хрести на щиті (XVIст.)

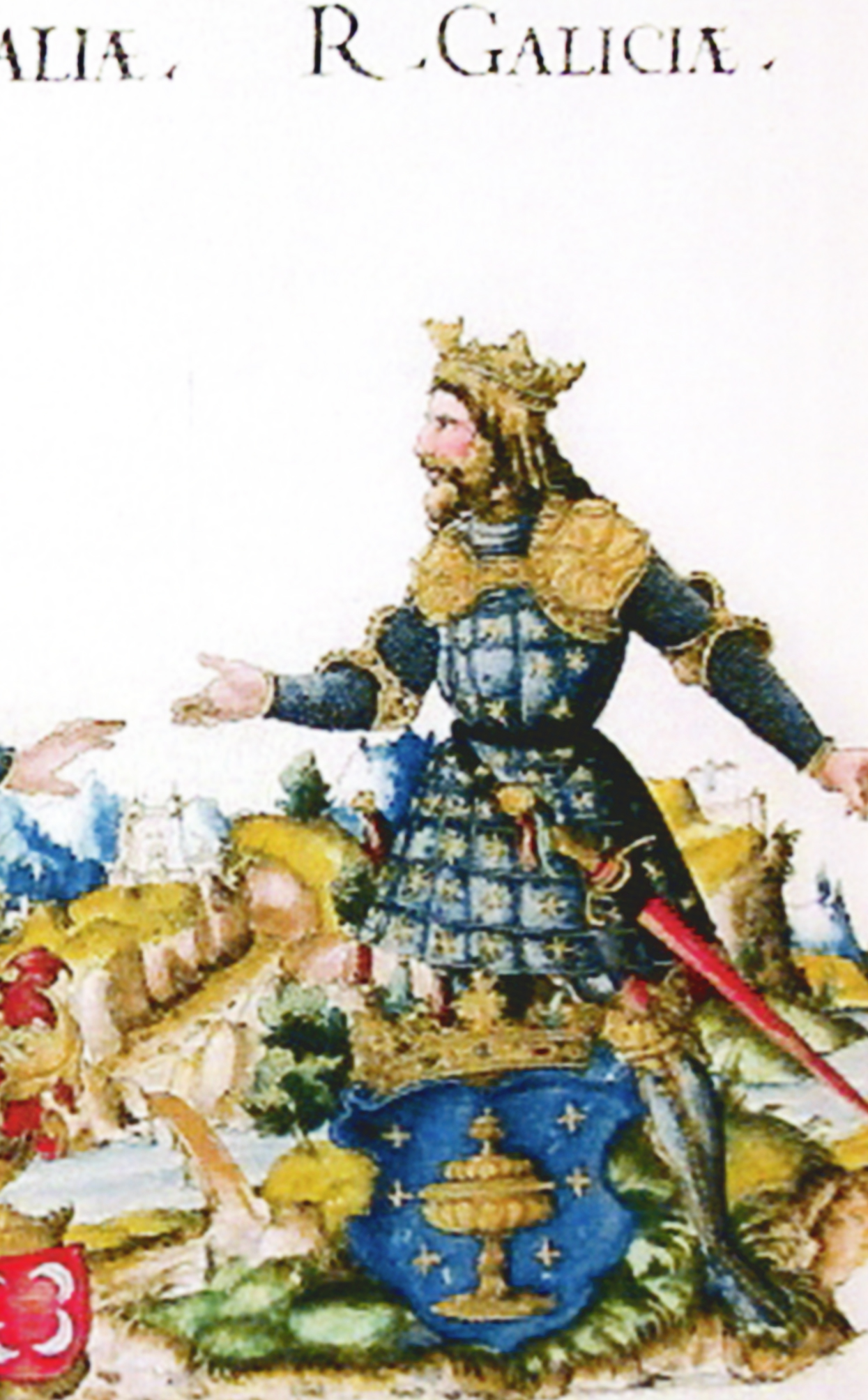
Герб королівства Галісія у según la Historia originis et succesionis regnorum et imperiorum a Noe usque ad Carolum V (1548)
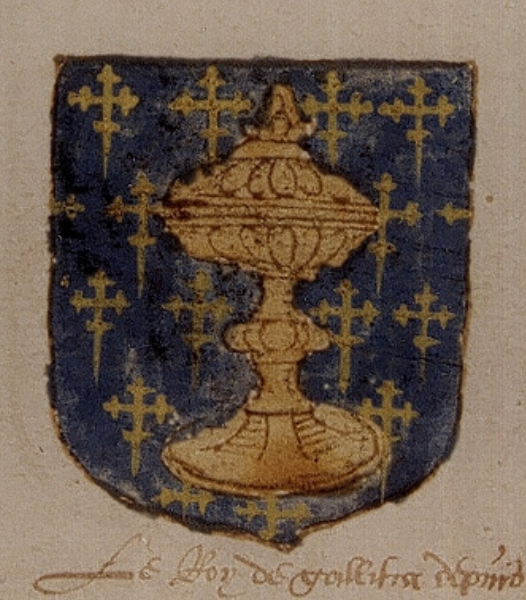
Герб королівства Галісія у Universeel wapenboek (1558)
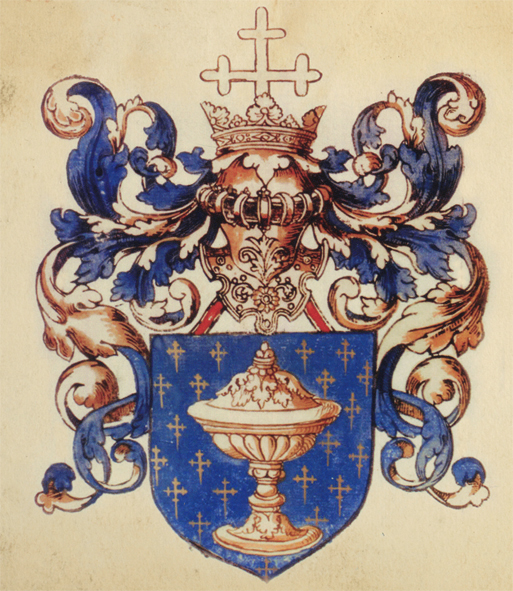
Герб королівства Галісія у L'armorial Le Blancq (1560)
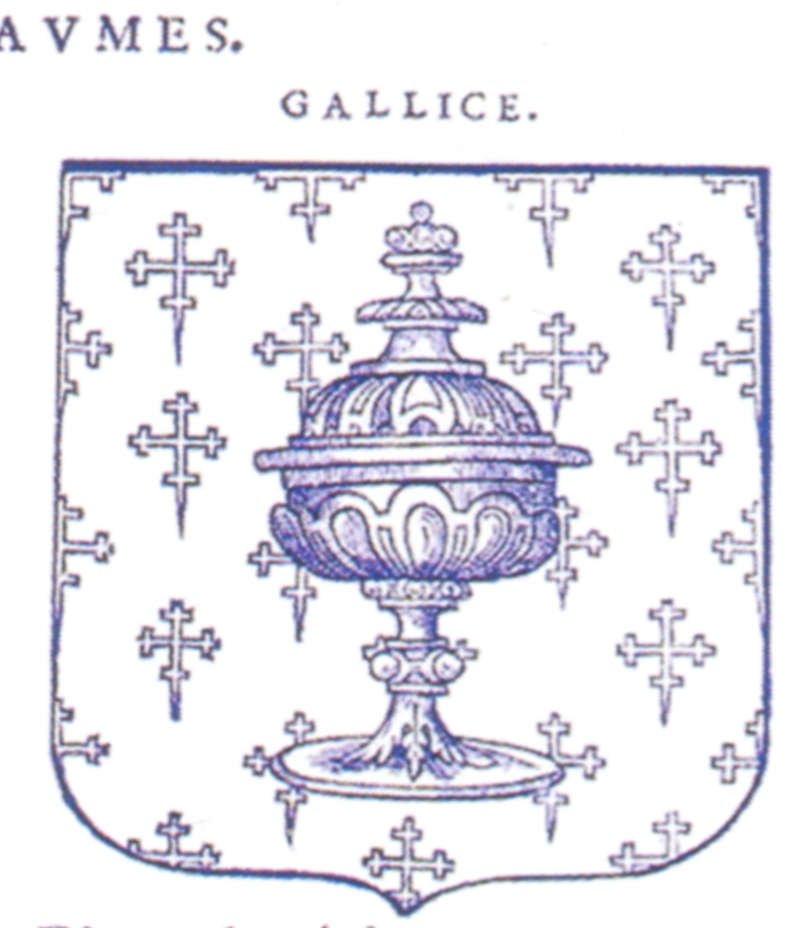
Герб королівства Галісія у Le blason des armoiries (1581)
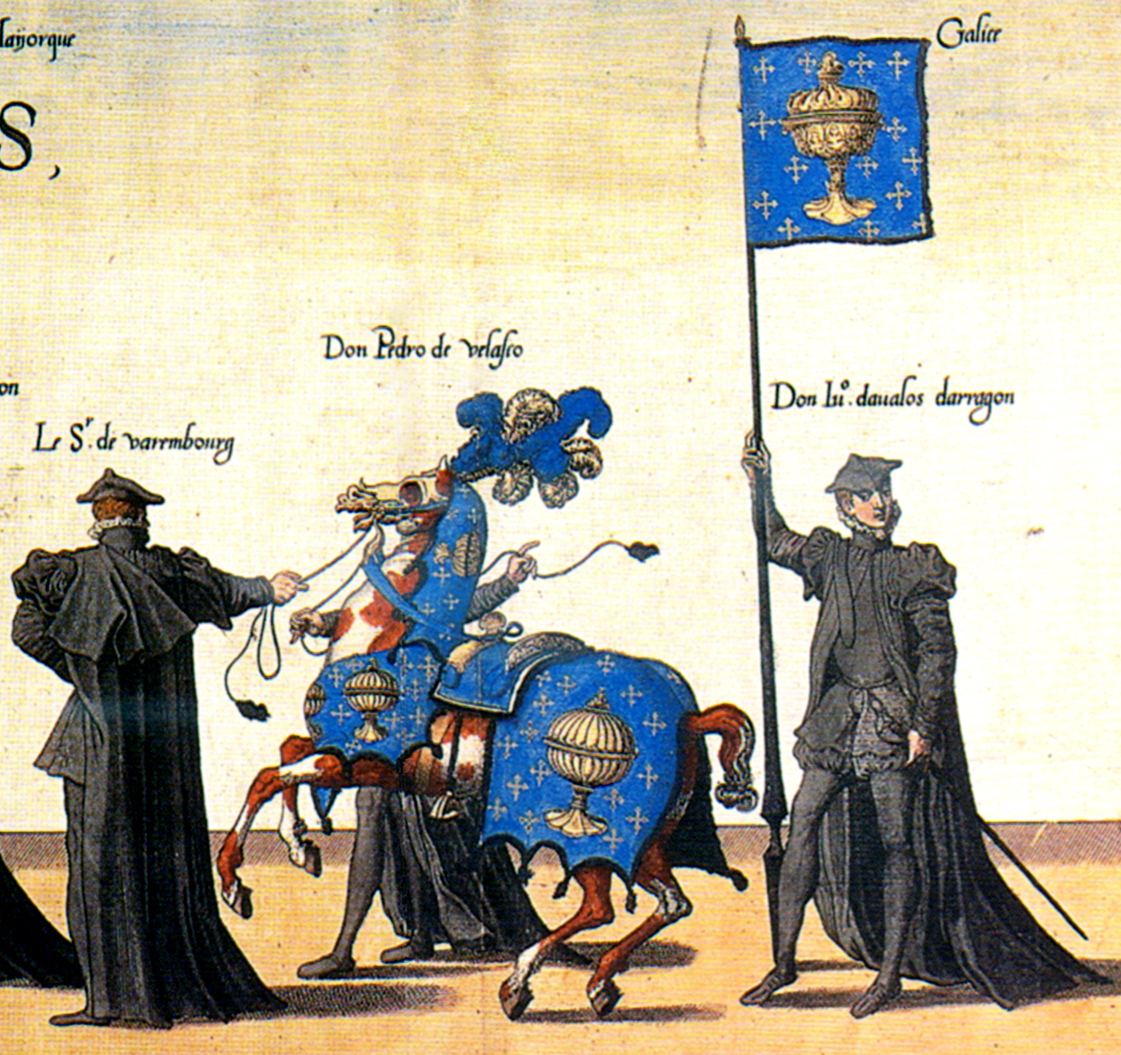
Частина праці Pompas fúnebres del emperador Carlos V в якому представлені знамена Королівства Галісії. Автор: Жан та Лукас Дотекум (XVI ст.)
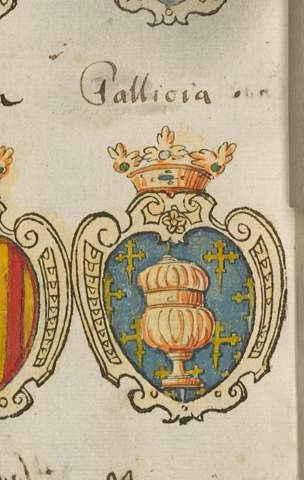
Герб королівства Галісія у німецькій праці Großes Wappenbuch (1583)
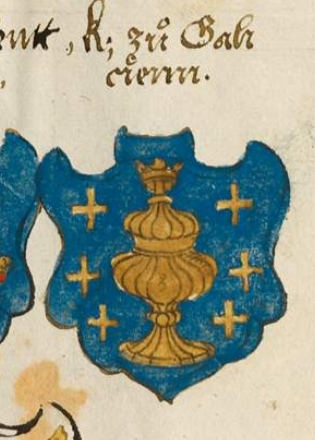
Герб королівства Галісія у Wappenbuch (XVI ст.)
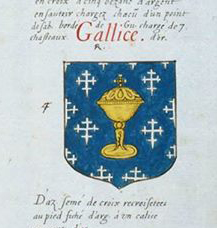
Герб королівства Галісія у гербовнику Жана Робіна (1639)
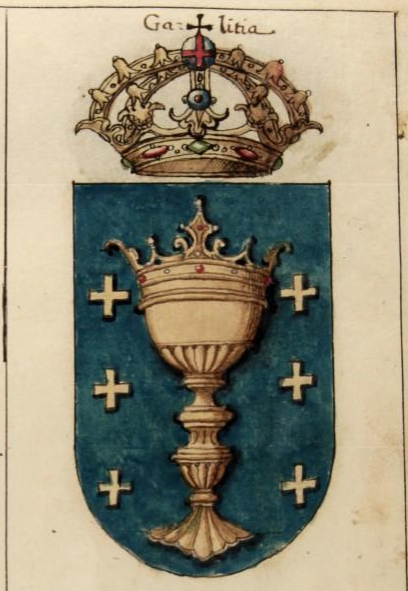
Герб королівства Галісія у Insegne di vari prencipi et case illustri d'Italia (XVI ст.)
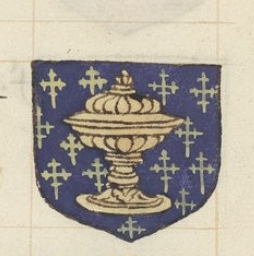
Герб королівства Галісія у Grand armorial colorié, dont les blasons sont rangés sous les rubriques suivantes (XVI ст.)

### Від чаші до варти: зміни після контрреформації

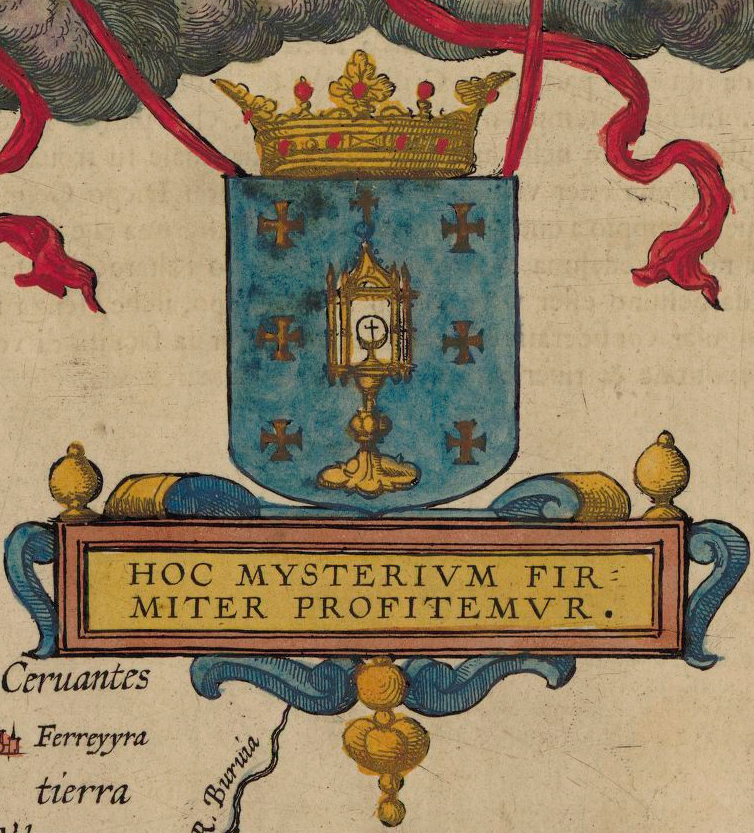
Геральдичні зображення на карті Фернандо де Оджеа, Descripcion del Reyno de Galizia (1603)
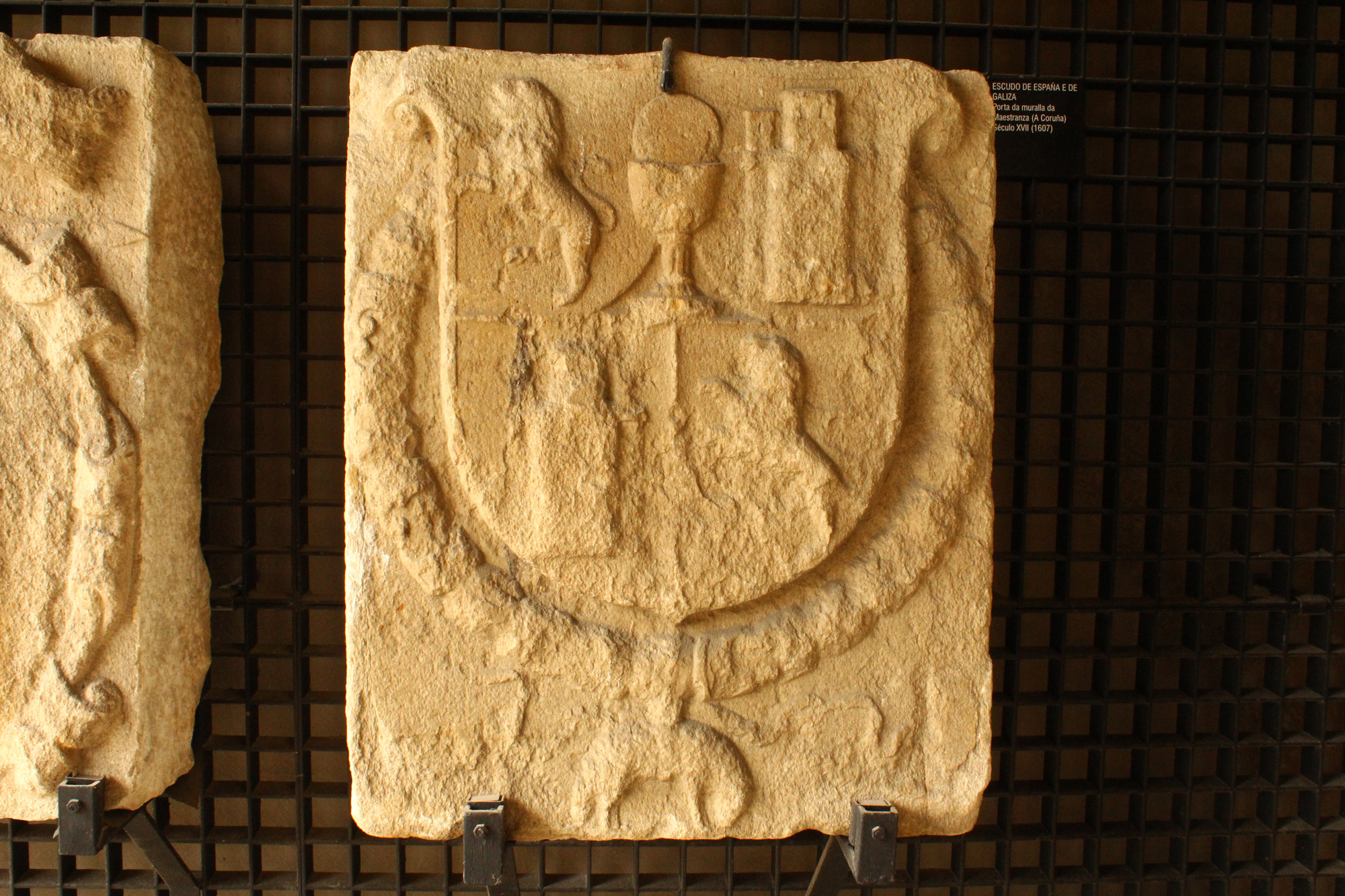
Щит Кастильської корони з гербами Галісійського королівства у центрі. Музей Сан-Антона (Ла-Корунья (1607)
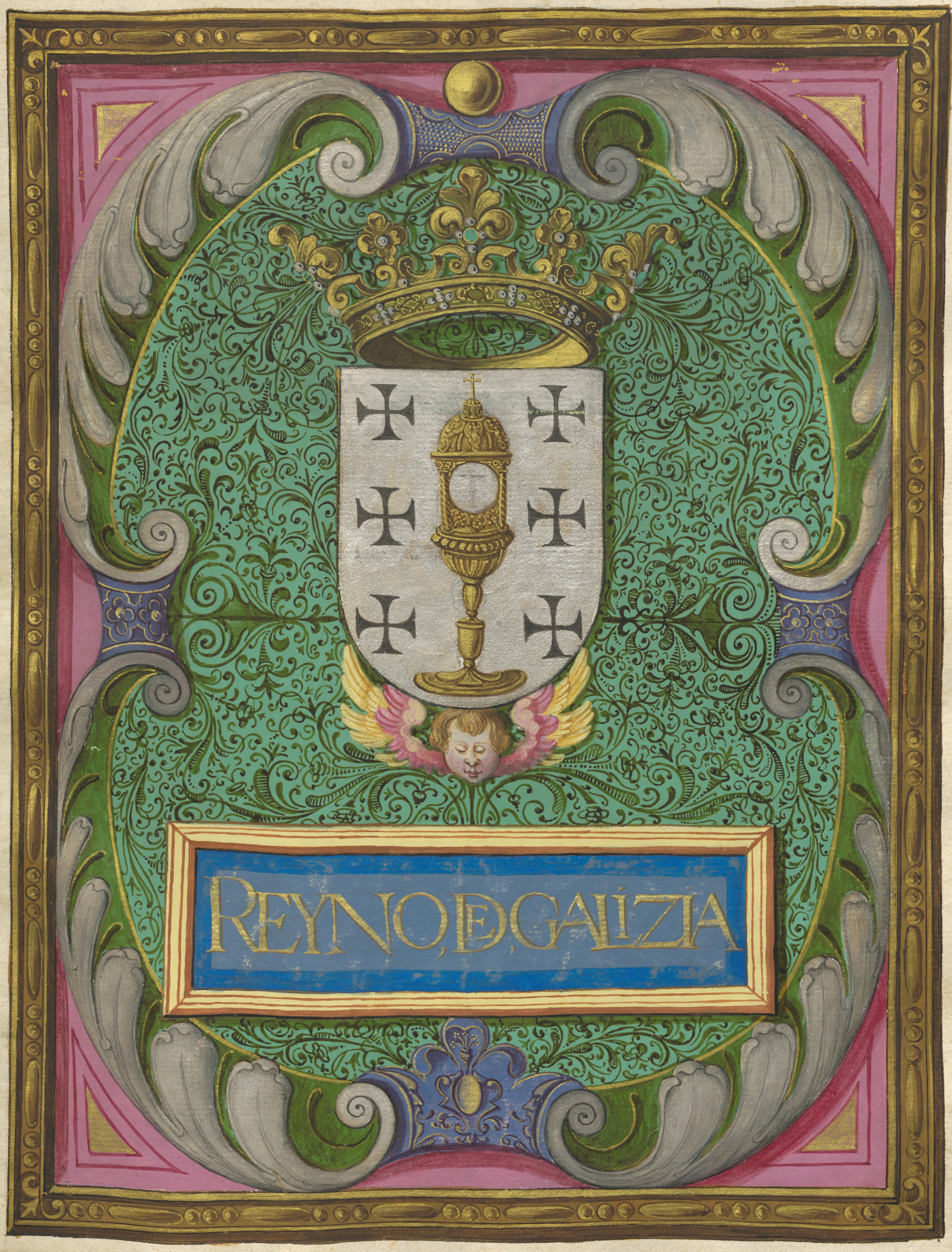
Герб королівства Галісії з твору Descripción de la costa del reyno de Galizia картографа Педро де Тейшейра Альбернаса (близько 1625)
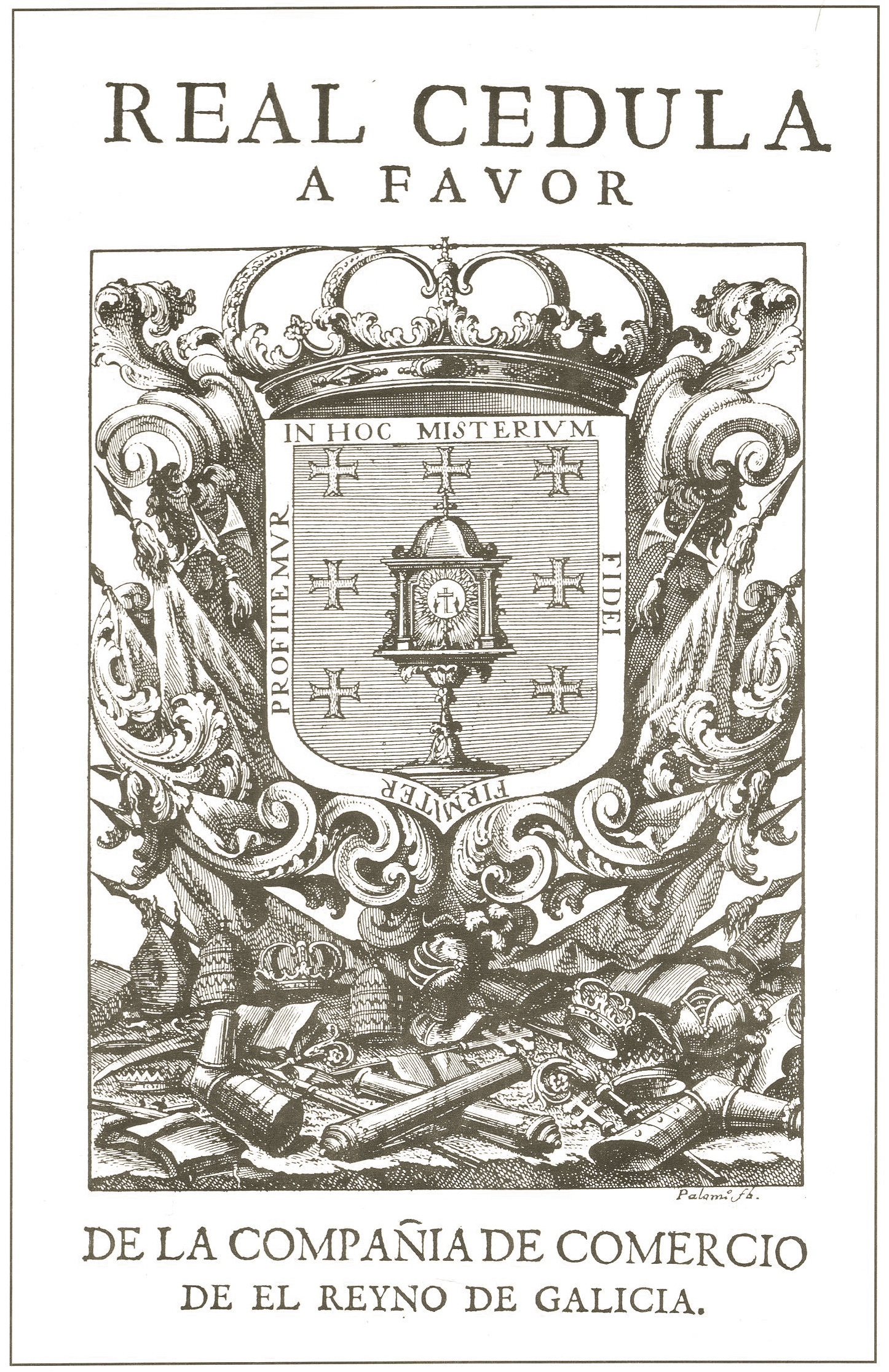
Обкладинка торгового свідоцтва на користь Торгової компанії Королівства Галісії (1734)
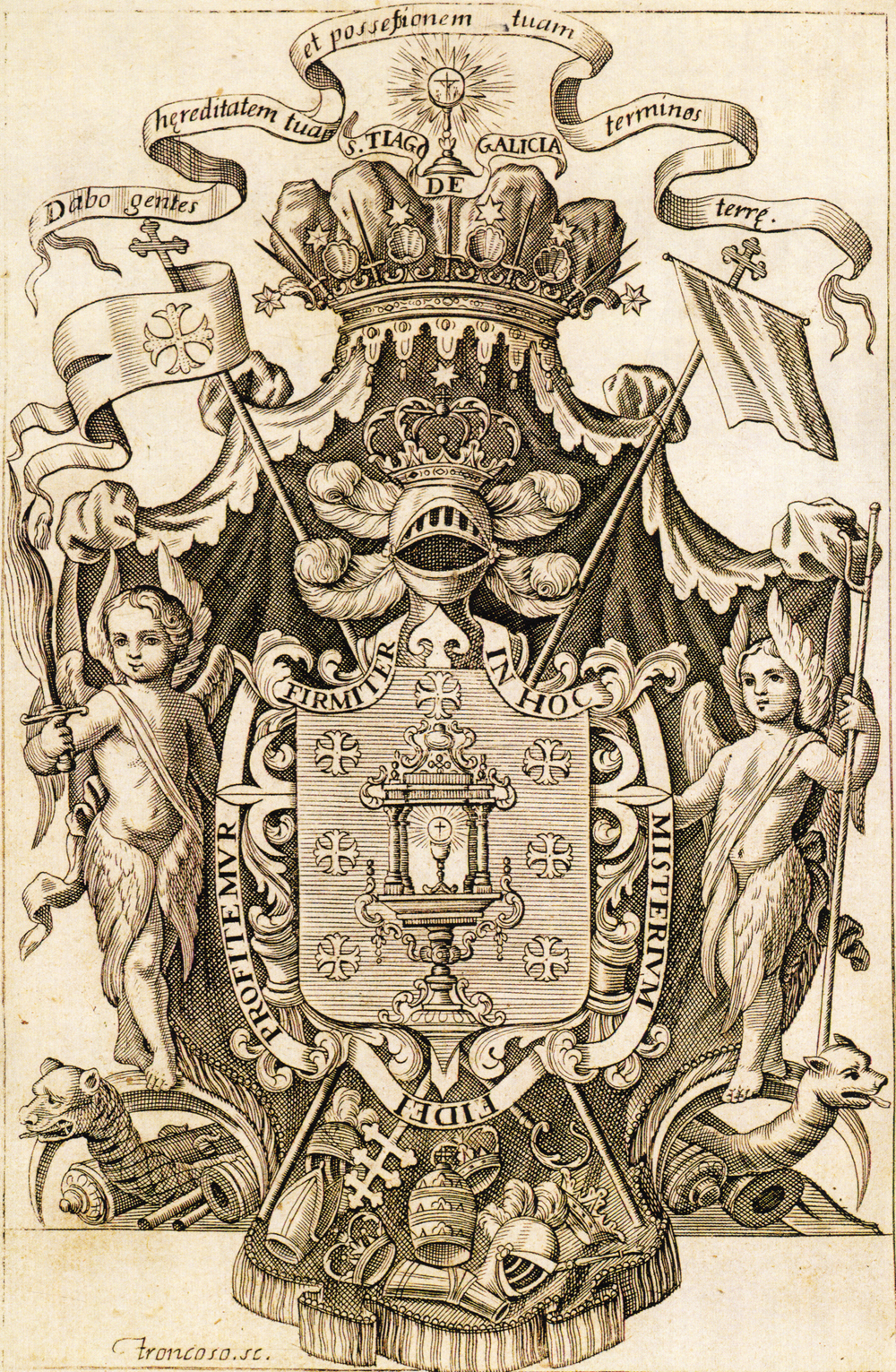
Герб королівства Галісії у творі Reino de Christo Sacramentado y primogénita de la Iglesia entre las gentes (1750)

### Герб у Другій Іспанській Республіці

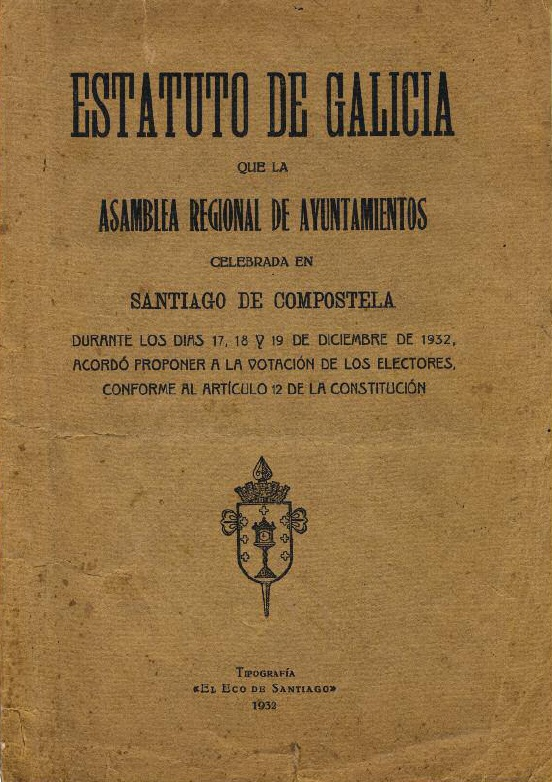
Галісійський герб на статуті під час Другої Іспанської Республіки
Герб Галісії часів Другої республіки
Герб Галісії часів Другої республіки (1936)

## Пропозиція Кастелао
На початку XX століття Кастелао, один із батьків галісійського націоналізму, запропонував нову емблему для Галісії, яка містила девіз: «Denanten mortos que escravos» («Перед мертвими, ніж рабами»). На гербі на блакитному полі — червона п'ятипроменева зірка та серп на палиці, у срібній облямівці — згаданий девіз. Щит підтримується фігурою русалки. Кастелао збирає тридцять три різні герби, з яких два — русалка з легенди острова Сальвора, один — у Бріоні, Лейро та інший у місті Ріанксіно, Ріанксо. Кастелао пише щодо другого:
«A serea tenante da capela do Patrocinio sostén con exipcia frontalidade armas dos Mariños notabelmente estilizadas no primeiro coartel e tal ves Piñeiros na metade inferior. A capela está datada no ano de 1665».
«Сирена каплиці Патроциніо містить єгипетську фронтальність, помітно стилізований герб Маріньо в першій чверті і, можливо, Піньєру в нижній половині. Каплиця датована 1665 роком.»

## Використовуйте
Відповідно до тексту Закону Символів, герб Галісії повинен бути:
- На прапорах, зазначених у статті 5 закону.
- На законах Галісії, оприлюднених від імені короля, президентом Хунти Галісії.
- На плитах на фасадах приміщень автономної адміністрації.
- На сухих та мокрих печатках автономної громади.
- На засвідчувальних назвах галісійських відзнак.
- В офіційних публікаціях.
- На документах, бланках, печатках та бланках службового користування громади.
- На дипломах та ступенях.